# 希门错
33°22′47″N 101°06′14″E / 33.37961°N 101.104°E
希门错是一个位于中国青海省久治县的湖泊，面积约为5平方千米。